# Tuanku Jaafar
Tuanku Jaafar ibni Almarhum Tuanku Abdul Rahman (ur. 19 lipca 1922 w Kelangu, zm. 27 grudnia 2008 w Serembanie) – malezyjski dyplomata, król Malezji w latach 1994–1999.

## Życiorys
Po skończeniu studiów w Wielkiej Brytanii, rozpoczął pracę w brytyjskiej dyplomacji, a następnie w placówkach Malezji w Waszyngtonie i przy ONZ.
W 1967 objął tron sułtana stanu Negeri Sembilan. 5 lutego 1994 Zgromadzenie Władców wybrało go na pięcioletnią kadencję króla Malezji. Urząd objął 26 kwietnia 1994, pozostając na nim do 25 kwietnia 1999.
Odznaczony Krzyżem Wielkim Orderu Zasługi Rzeczypospolitej Polskiej (1997).